# Fat Albert Rotunda
Fat Albert Rotunda – ósmy album studyjny amerykańskiego pianisty i kompozytora jazzowego Herbiego Hancocka, wydany w 1969 roku przez Warner Bros. Records. Była to pierwsza płyta Hancocka wydana przez tę wytwórnię.

## Powstanie
Materiał na płytę został zarejestrowany w 1969 roku przez Rudy’ego Van Geldera w należącym do niego studiu (Van Gelder Studio) w Englewood Cliffs w stanie New Jersey. Produkcją płyty zajął się Herbie Hancock.
Tworząc tę płytę Hancock inspirował się m.in. muzyką R&B w stylu Jamesa Browna. Część utworów oryginalnie została napisana na potrzeby Hey, Hey, Hey, It's Fat Albert autorstwa Billa Cosby’ego, kreskówki opowiadającej o Grubym Albercie, czarnoskórym chłopcu z Filadelfii. Na okładkę płyty trafił rysunek lodówki wypełnionej produktami spożywczymi. Przymiotnik  rotund ('krągły, pulchny, gruby') w tytule albumu stanowił aluzję do obłego kształtu ówczesnych lodówek.

## Lista utworów
Opracowano na podstawie materiału źródłowego.
Wydanie LP
Strona A
| Nr | Tytuł utworu              | Muzyka         | Długość |
| -- | ------------------------- | -------------- | ------- |
| 1. | „Wiggle Waggle”           | Herbie Hancock | 5:52    |
| 2. | „Fat Mama”                | Hancock        | 3:49    |
| 3. | „Tell Me a Bedtime Story” | Hancock        | 5:02    |
| 4. | „Oh! Oh! Here He Comes”   | Hancock        | 4:08    |
|    |                           |                | 18:51   |

Strona B
| Nr | Tytuł utworu         | Muzyka  | Długość |
| -- | -------------------- | ------- | ------- |
| 1. | „Jessica”            | Hancock | 4:14    |
| 2. | „Fat Albert Rotunda” | Hancock | 6:29    |
| 3. | „Lil' Brother”       | Hancock | 4:26    |
|    |                      |         | 15:09   |

## Twórcy
Opracowano na podstawie materiału źródłowego.
Muzycy:
- Herbie Hancock – fortepian, Fender Rhodes
- Garnett Brown – puzon
- Johnny Coles – trąbka, skrzydłówka
- Albert „Tootie” Heath – perkusja
- Joe Henderson – saksofon tenorowy, flet altowy
- Buster Williams – kontrabas, gitara basowa

Muzycy dodatkowi:
- Joe Farrell – saksofon tenorowy
- Eric Gale – gitara
- Joe Newman - trąbka
- Bernard Purdie - perkusja

Produkcja:
- Herbie Hancock – produkcja muzyczna
- Rudy Van Gelder – inżynieria dźwięku